# خارار
خارار (به انگلیسی: Kharar) یک منطقهٔ مسکونی در هند است که در بخش موهالی واقع شده‌است. خارار ۲۲۱٬۳۲۳ نفر جمعیت دارد و ۳۰۹ متر بالاتر از سطح دریا واقع شده‌است.